# Ваасан Паллосеура
«Ваасан Паллосеура» (фін. «Vaasan Palloseura») або «ВПС» (фін. «VPS») — фінський професіональний футбольний клуб з міста Вааса. Заснований 1924 року. Домашні матчі проводить на стадіоні «Гіеталагті», місткістю 6 005 глядачів.

## Досягнення
- Чемпіонат Фінляндії:

Чемпіон (2): 1945, 1948
2-е місце (5): 1932, 1940–41, 1949, 1997, 1998
3-тє місце (3): 1938, 2013, 2023
- Кубок Фінляндії:

Фіналіст (1): 1972
- Кубок фінської ліги:

Переможець (2): 1999, 2000
2-е місце (2): 1997, 2014

## Єврокубки

Колишній логотип клубу.

| Сезон   | Турнір           | Раунд           | Клуб              | 1-й матч | 2-й матч | Результат |
| ------- | ---------------- | --------------- | ----------------- | -------- | -------- | --------- |
| 1998–99 | Кубок УЄФА       | 1 кваліф. раунд | ГБ Торсгавн       | 0–2      | 4–0      | 4–2       |
| 1998–99 | Кубок УЄФА       | 2 кваліф. раунд | Грацер            | 0–0      | 0–3      | 0–3       |
| 1999–00 | Кубок УЄФА       | кваліф. раунд   | Сент-Джонстон     | 1–1      | 0–2      | 1–3       |
| 2014–15 | Ліга Європи УЄФА | 1 кваліф. раунд | Броммапойкарна    | 2–1      | 0–2      | 2–3       |
| 2015–16 | Ліга Європи УЄФА | 1 кваліф. раунд | АІК               | 2–2      | 0–4      | 2–6       |
| 2017–18 | Ліга Європи УЄФА | 1 кваліф. раунд | Олімпія (Любляна) | 1–0      | 1–0      | 2–0       |
| 2017–18 | Ліга Європи УЄФА | 2 кваліф. раунд | Брондбю           | 0–2      | 2–1      | 2–3       |